# Церква Успіння Пресвятої Богородиці (Маріуполь)
47°06′35″ пн. ш. 37°33′44″ сх. д. / 47.109638888889° пн. ш. 37.562166666667° сх. д.

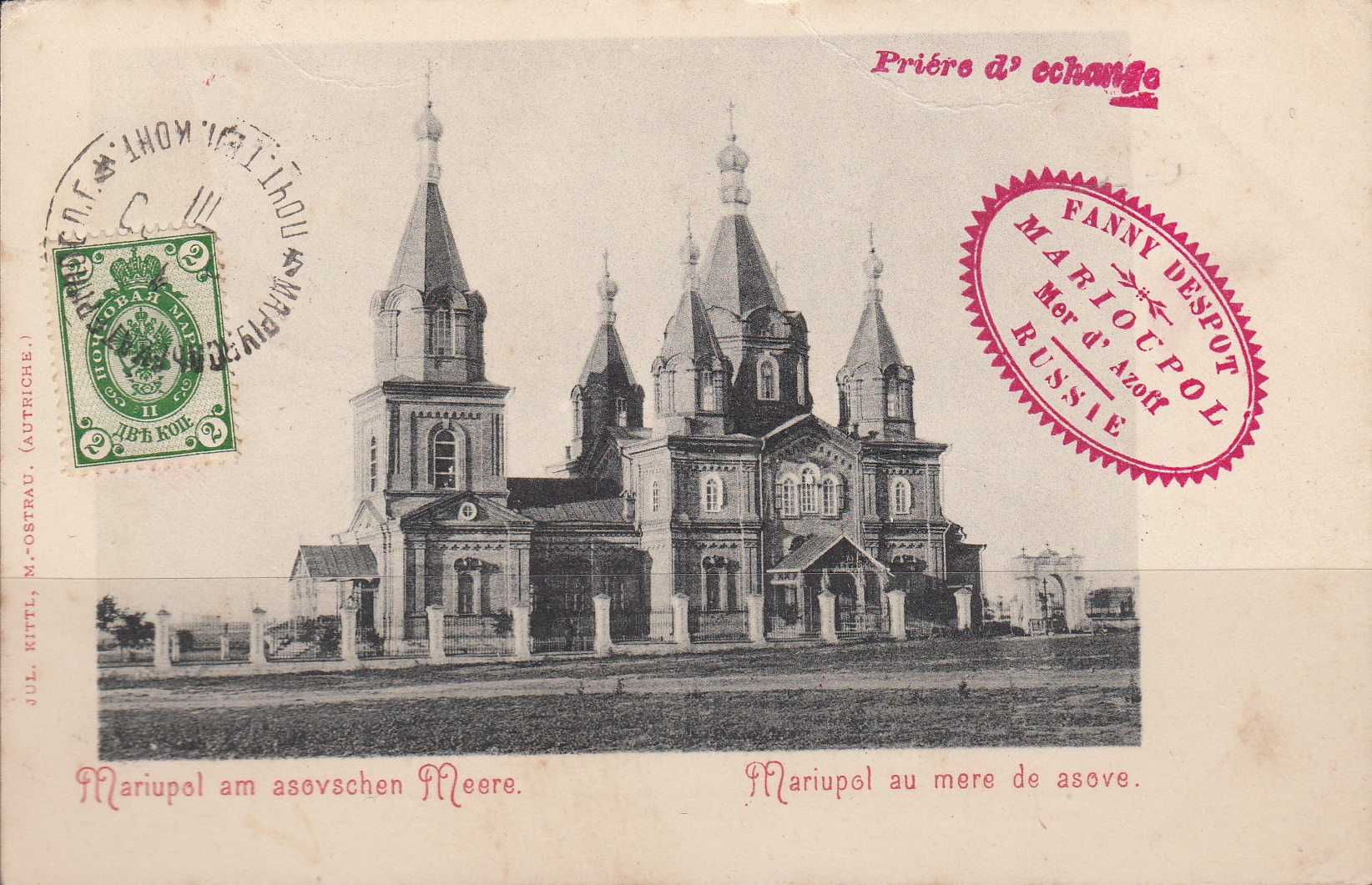
Листівка з Церквою Успіння Діви Марії в Мар'їнці

Церква Успіння пресвятої Богородиці в Маріуполі — церква, побудована у 1780 році на Спасо-Дем'янської площі, на перетині вулиці Куїнджі і бульвару Шевченка.

## Історія
Дерев'яну церкву побудував близько 1780 року митрополит Ігнатій. Через 14 років дерев'яна будівля занепала. Довелося її знести. На її місці була побудована кам'яна будівля, освячена в 1804 році. Греки-переселенці побудували її з червоної цегли та з дерев'яним куполом. Знову освятили в 1887 році. У церкві Успіння пресвятої Богородиці була особливо шанована ікона Одигітрії), привезена греками з Криму. Вона вважалася чудотворною іконою. Протягом року з різних куточків країни до неї приходило багато паломників. На свято Одигітрії 15 серпня збиралося багато віруючих. Відтак церкву можна було збудувати лише «за кошти прихожан».

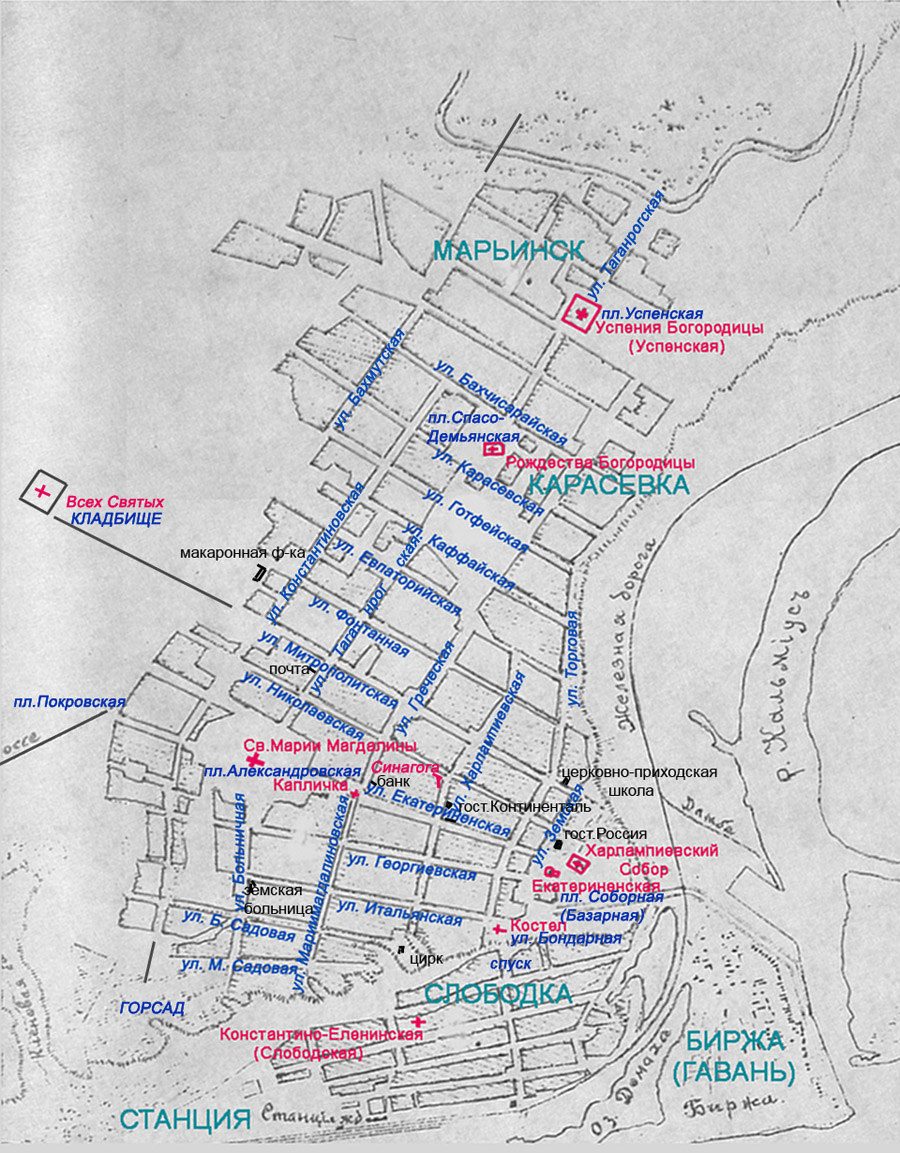
Карта міста 1892 року із сакральними спорудами (червоного кольору)

Як зазначено в старих джерелах: «Крім грошей паломники дарували багато цінностей, сережки, золоті та срібні монети, браслети» та інші речі, які вішали на ікону. Зібрані таким чином речі були продані, але самоцвіти залишилися, і черниці використовували ці самоцвіти для вишивання ризи ікони. Таким чином, цей халат був «вишитий перлами, місцями рідкісного розміру, усіяний діамантами, блискітками та іншим дорогоцінним камінням»
Церква була знаменита своїми чудодійними реліквіями і тим, що в ній хрестили Архипа Куїнджі. Знаменитий митець пізніше тут обвінчався з Вірою Леонтіївною Кечеджи-Шаповаловою, а потім заповів храму 10 тис. рублів на церковну школу.
За вказівкою радянської влади у 1936 році церкву підірвали. На місці підірваної у 1936 році Вознесенської церкви збудовано середню школу.
Від Храму Різдва Богородиці залишився тільки пам'ятний камінь.

## Будівельник
На момент спорудження цієї церкви в 1887 році було два маріупольських міських архітекторів, які могли проектувати і будувати святиню:
- Самуїл Йосипович Бер (укр. Самуїл Йосипович Бер (1854—1905), здобув освіту в Петербурзі, не пізніше 1883 року виїхав до Хабаровська, де працював архітектором і рабином.
- Адольф Густавович Емерік (укр. Адольф Густавович Емерік)